# Franco Tatò
Francesco Tatò, detto Franco (Lodi, 12 agosto 1932 – San Giovanni Rotondo, 2 novembre 2022) è stato un dirigente d'azienda italiano.
Fu soprannominato “Kaiser Franz” per la durezza impiegata nel risanamento economico dei molti gruppi aziendali che nella sua carriera è stato chiamato ad amministrare. “Manager filosofo” era l'altro appellativo, in apparente contraddizione col primo, che ha accompagnato la fama di Tatò per i suoi studi giovanili.

## Biografia
Si laurea in filosofia come alunno del Collegio Universitario Ghislieri di Pavia con una tesi in filosofia teoretica su Max Weber, discussa con Enzo Paci.
Indipendente economicamente grazie a una borsa di studio, decide autonomamente di perfezionare la sua formazione con due anni di studi in Germania Ovest, vicino a Monaco di Baviera, e di conseguire una specializzazione negli Stati Uniti, ad Harvard, durante la quale, per pagarsi gli studi, lavora nelle mense universitarie.

### Olivetti (1956-1990)
A 24 anni, nel 1956, comincia una lunga gavetta all'interno del Gruppo Olivetti, lavorando per i primi sei mesi come operaio alla linea di assemblaggio dello stabilimento di Ivrea. “Personalmente ritengo quel periodo uno tra i più utili per me dal punto di vista formativo, perché operare in catena di montaggio mi ha aiutato a comprendere le priorità e i valori di coloro che vi lavoravano”.
Dal 1956, anno del suo ingresso in Olivetti, Tatò scala le posizioni nel gruppo fino a ricoprire incarichi di vertice. L'azienda lo incarica del risanamento delle controllate estere. Dal 1970 al 1973 è amministratore delegato di Austro Olivetti a Vienna.
Dal 1974 al 1976 l'azienda lo invia nel Regno Unito come amministratore delegato di British Olivetti a Londra. Questo fu il primo di una lunga serie di incarichi di risanamento di realtà aziendali in crisi.
Nel 1976 Tatò torna, e anche in considerazione del periodo giovanile di studi in Germania Ovest, diventa amministratore delegato della Deutsche Olivetti Gmbh di Francoforte, dove rimane fino al 1980, anno in cui assume la carica di direttore vendite estere del Gruppo Olivetti.
Dal 1982 al 1984 lascia temporaneamente la Olivetti. Viene chiamato a ricoprire la carica di CEO della società Mannesmann-Kienzle di Villingen-Schwenningen.
Nel 1986 il ritorno in Olivetti con l'incarico di realizzare la ristrutturazione della Triumph Adler (9.000 dipendenti), che ha maturato un business nel mercato delle macchine da ufficio e computer, della quale l'azienda di Ivrea ha appena acquisito le attività da Volkswagen. Tatò in soli due anni porta a termine il risanamento dell'azienda con una severa politica di tagli di costi superflui e una contemporanea riorganizzazione del lavoro all'insegna dell'efficienza produttiva.
Per un anno, il 1990, si occupa di amministrare la Olivetti Office, specializzata nella produzione di macchine da ufficio. Un settore che nel '90 vive una profonda crisi. Alla fine dell'anno, a causa di divergenze organizzative e strategiche con il numero uno dell'azienda di Ivrea, Felice Cassoni, Francesco Tatò e la Olivetti prendono atto di quello che agli occhi dell'opinione pubblica appare un divorzio consensuale.
Nell'agosto del 2012, rispondendo alla domanda di un cronista sulla scomparsa di Olivetti dal mercato mondiale dell'informatica ha detto:
(Int. a cura di Vincenzo Pascale del 12 agosto 2012.)

### Mondadori (1984 al 1986)
Prima di Triumph Adler, Franco Tatò vive la sua prima esperienza nel mondo dell'editoria. Dal 1984 al 1986 Carlo De Benedetti lo vuole alla Arnoldo Mondadori Editore. Nel giro di pochi mesi ne diventa vicepresidente e amministratore delegato.

### Gli incarichi in Fininvest
I rapporti di Franco Tatò con Silvio Berlusconi si svolgono dagli anni immediatamente precedenti a quelli della “discesa in campo”.
Il giorno in cui Tatò venne nominato, nel 1993, amministratore delegato di Fininvest, il Cavaliere dirà di lui: «Quando lo incontro in corridoio ho paura che mi guardi come un costo da abbattere». Molto più burrascosi sono stati i rapporti tra Tatò e i principali collaboratori di Silvio Berlusconi in quel periodo: da Marcello Dell'Utri a Fedele Confalonieri, ad Adriano Galliani a Giancarlo Foscale, a, molti anni dopo, Giulio Tremonti. Sarà proprio la «problematica convivenza con alcuni stretti e inamovibili collaboratori di Berlusconi» a spingere Tatò ad accettare “con sollievo” l'incarico di amministratore delegato dell'Enel offertogli dal Governo Prodi nel 1996, che segnerà la fine dei rapporti lavorativi con le aziende della Fininvest.
Franco Tatò viene chiamato per la seconda volta alla guida di Mondadori da Silvio Berlusconi nel 1991 che gli affida il compito di riorganizzare la struttura aziendale dopo la discussa acquisizione della Mondadori. Manterrà l'incarico di Amministratore Delegato di Mondadori fino al 1996, affiancandolo a quello di amministratore del gruppo Fininvest.
Nell'ottobre 1993 assume anche la carica di amministratore delegato del gruppo Fininvest, dove resterà fino al febbraio del 1995, quando è nominato consigliere nel cda della Vitale & Borghesi, società di consulenza di Guido Roberto Vitale e di Arnaldo Borghesi, e dal maggio 1994 aggiunge quella di Vice Presidente della Arnoldo Mondadori Editore S.p.A.. All'epoca il gruppo era la seconda azienda italiana per indebitamento (debiti per 3,4 volte il capitale). Molti dei maggiori gruppi bancari italiani, creditori nei confronti della Fininvest, leggevano positivamente l'arrivo Tatò al vertice del management aziendale. Da parte sua, Tatò riesce a ottenere la collaborazione di Mediobanca per l'operazione di risanamento dei conti di Fininvest, che si realizza in parte grazie alla scelta di collocare in Borsa il titolo Mondadori e ad avviare il processo di quotazione di Mediolanum. Operazioni che fruttano le risorse necessarie all'azienda per uscire dall'angolo. Contemporaneamente avvia un poderoso programma di riduzione dei costi, taglia teste di dirigenti e razionalizza ogni spesa, giungendo a sostenere l'esigenza di vendere la Standa (1997), la rete di grande distribuzione che Berlusconi aveva acquisito da Montedison nove anni prima nel '88. L'operazione non riesce per il veto dello stesso Cavaliere. E Tatò torna, ancora per un anno, a occuparsi esclusivamente di Mondadori, fino alla chiamata, nel 1996 a capo di una delle maggiori aziende pubbliche del Paese, come è stato già detto, l’Enel.

### Enel (1996-2002)
Con il suo incarico all'Enel, che arriva nel giugno del 1996 su iniziativa del governo di Romano Prodi, Franco Tatò diviene una figura chiave della privatizzazione dell'industria di stato italiana.
Così parla della sua esperienza in Enel in una intervista:
Da capo dell'Enel ridusse il personale da 96.000 a 78.000 unità, lavorò per trasformare l'ex ente elettrico statale in un'azienda moderna leader nella fornitura di servizi e per trasformare gli “utenti” di Enel in “clienti”.
Una delle missioni che Tatò ha perseguito alla guida dell'Enel è stata la diversificazione dei servizi forniti dall'ex azienda di Stato, al fine di compensare la fisiologica cessione di quote di mercato a concorrenti. In un certo senso Tatò si è impegnato a preparare l'azienda all'impatto con la liberalizzazione del mercato dell'energia, conseguendo al contempo l'obiettivo della diversificazione multiutility della ex monopolista statale. Durante la sua gestione comincia il processo di privatizzazione con il collocamento in Borsa del 32% del capitale.
Nel 1998 Enel esordisce nel mercato della telefonia mobile insieme ai partner strategici France Telecom e Deutsche Telekom. Ne nasce Wind, la terza azienda sul mercato italiano nel settore della telefonia mobile. Nel 2000 Wind acquisirà il provider Infostrada con il Portale Libero visitato da 8.000.000 di utenti.
La galassia Enel si espanderà in breve nel settore della fornitura di acqua con Enel.Hydro e gas con Camuzzi Gazometri, nel campo delle energie rinnovabili (Erga), dell'impiantistica (EnelPower), immobiliare (Sei) e della formazione (Sfera).
Nel 1999 continua l'impegno nel valorizzare capacità e conoscenze inespresse del gruppo, e prosegue il processo di societarizzazione. Ne nasceranno aziende leader nei loro rispettivi settori come Erga (energie rinnovabili), poi Enel Green Power protagonista di una grande espansione all'estero. EnelPower (impiantistica), Sei (immobiliare) e Sfera (formazione) Terna, gestore della rete di trasporto dell'elettricità ad alta tensione su tutto il territorio nazionale e in Brasile.
Tatò realizza in Enel un processo di svecchiamento delle tecnologie e della comunicazione dell'azienda. Ne sono esempi l'informatizzazione della comunicazione con il cliente (il portale Enel.it) che consente la telelettura, il pagamento della bolletta, la stipula e modifica di contratti di fornitura, lo sviluppo della tecnologia per una WebTv, la formazione a distanza, la trasmissione di dati su filo elettrico. Con Enel Trade l'azienda sviluppa un rapporto one-to-one con i grandi clienti industriali, ma soprattutto lo sviluppo del contatore elettronico, che consente la telelettura e le tariffe multiorarie, installato in 33.000.000 di esemplari. Con la vendita di tre società di generazione per complessivi 15.000 MW, furono gettate le basi per il mercato elettrico libero.
“Lascio una miniera d'oro”, disse Tatò alla fine della sua esperienza in Enel. Sotto la sua guida l'ex azienda elettrica di Stato è passata da un utile di 1,15 miliardi di euro nel '95 a un utile di 4,22 miliardi nel 2000, un processo di privatizzazione avviato, una diversificazione aziendale realizzata. Nel 2002, quando il governo Berlusconi per volontà del Ministro dell’economia e delle finanze Giulio Tremonti, non gli rinnova l'incarico di amministratore delegato di Enel, il premier Berlusconi gli offre la poltrona di presidente dell'azienda. Lui declina l'invito con queste parole: “Caro Cavaliere, io ho un'etica da difendere”.

### Treccani (2003 – 2014)
Dall'agosto 2003 al 2014 è stato amministratore delegato dell'Istituto della Enciclopedia Italiana Treccani, di cui ha seguito il passaggio dal mercato dell'editoria cartacea a quello in rete.
Ha voluto la realizzazione del portale www.treccani.it, sul quale tutto il sapere enciclopedico della grande tradizione dell'Enciclopedia Italiana è consultabile gratuitamente, così come il grande dizionario della lingua italiana e il dizionario biografico degli Italiani.

### Berco S.p.a. (2013)
Nel marzo del 2013 è diventato vicepresidente del colosso metalmeccanico Berco, facente parte del gruppo ThyssenKrupp.

### Altri incarichi
- Dal settembre 2002 all'aprile 2003 è stato presidente della Hdp – Holding di Partecipazioni industriali;
- Da settembre 2002 consigliere di amministrazione della Coesia Group di Bologna (già Csii industrie e Gidsi spa);
- Dal giugno 2002 all'aprile 2009 è stato consigliere di amministrazione della Prada Holding Milano;
- Dal giugno 2005 al giugno 2006 è stato amministratore delegato delle Cartiere P.Pigna;
- Dal giugno 2007 all'ottobre 2009 è stato presidente e amministratore delegato della IPI Spa Torino;
- Dall'ottobre 2009 al giugno 2010 è stato presidente e amministratore delegato della Mikado Film;
- Dal novembre 2009 all'ottobre 2010 è stato presidente de La compagnia finanziaria.
- È stato presidente del consiglio di amministrazione di FullSix S.p.A. dal 2009 al 2013.
- Dal 2011 al 2014 è stato presidente del consiglio di amministrazione del gruppo alimentare Parmalat. La sua nomina è avvenuta su proposta di Bsa, finanziaria della famiglia Besnier, proprietaria di Lactalis, che possiede l'83,03% del capitale dell'azienda di Collecchio.

### Vita privata
Era sposato con l'attrice e presentatrice televisiva Sonia Raule.

### Morte
È deceduto all’età di 90 anni il 2 novembre 2022.

## Pubblicazioni
Nel 1992 pubblica Autunno tedesco - Cronaca di una ristrutturazione impossibile (Sperling & Kupfer, 1992) che si aggiudica il Premio Tevere per la saggistica; nel 1995 pubblica il libro intervista A scopo di lucro con Giancarlo Boselli, vicedirettore dell'Unità; nello stesso anno esce Essere competitivi. Le esperienze di due protagonisti, scritto con l'amministratore delegato della New Holland, Riccardo Ruggeri; del 2000 è Perché la Puglia non è la California (Baldini & Castoldi); nel 2004 il volume Diario tedesco. La Germania prima e dopo il Muro (Baldini Castoldi Dalai) che aggiorna il volume del 1992 descrivendo il processo di unificazione della Germania dopo la caduta del muro di Berlino, e analizzando tutte le difficoltà e le opportunità d'integrazione che hanno portato a un sempre maggiore «allargamento a Est» dell'Europa.